# Daniel P Carter
Daniel P Carter (ur. w kwietniu 1974 w Leeds) – brytyjski muzyk, basista brytyjskiego zespołu rockowego A w latach 1997–2005. Nagrał z zespołem trzy płyty oprócz pierwszej, choć uczestniczył przy końcowym etapie nagrywania pierwszej płyty, How Ace Are Buildings. Przyszedł na miejsce Steve’a Swindona.
Obecnie pracuje w BBC Radio 1's Rock Show oraz jest gitarzystą, głównym wokalistą oraz liderem zespołu Hexes.
Od 2009 gitarzysta zespołu Bloodhound Gang.